# Basardilla
Basardilla és un municipi de la província de Segòvia, a la comunitat autònoma de Castella i Lleó. Està situat entre Torrecaballeros i Brieva.